# Галакиево училище
Галакиевото училище (на гръцки: Γαλάκεια/Γαλάκειο Σχολείο) е историческа училищна постройка в град Негуш (Науса), Гърция.
Училището е разположено в махалата Алония. Построено е в 1921 година с пари, дарени от Григориос (Галакис) Лонгос. Представлява двуетажна красива неокласическа сграда. Започва да функционира в следващата 1922 година.
В 1986 година сградата е обявена за паметник на културата.
Днес в зданието се помещава Трето основно училище.